# Ústřední sekretariát (Dillí)
Ústřední sekretariát (anglicky Central Secretariat) je komplex vládních budov, který se nachází v indickém hlavním městě Nové Dillí. Stojí na vrcholku Raisina Hill, v blízkosti prezidentského paláce a třídy Rádžpath. Spolu s ním jsou jedinými budovami na návrší. Tvoří jej dvě budovy, které jsou symetricky orientovány k sobě. Obě budovy jsou ukázkou britské koloniální architektury.
V jižním budově se nachází sídlo indického premiéra. V obou budovách dále sídlí následující ministerstva: obrany, financí, zahraničí, vnitra, úřad vlády, daňový úřad a Rada pro národní bezpečnost.
Komplex budov je přístupný po třídě Rádžpath a také ze stanice metra Central Secretariat. Pro pracovníky jsou přístupné i z okolních ulic.

## Popis stavby
Obě budovy jsou vyprojektovány jako identické kopie, jsou orientovány k hlavní monumentální ose (třídě Rajpath). Inspirovány byly prvky orientální architektury, nesou však jasný rukopis architektury britské. Začleněny byly i prvky z mughalské éry a tradiční radžastánské architektury. Členěny jsou do řady křídel, navrženy byly způsobem, aby je bylo možné v budoucnosti dle potřeb i nadále rozšiřovat. Každá stavba má okolo tisíce místností a několik atrií. Každá z budov je na vrcholu zakončena velkou kouplí.
Na jejich výstavbu byl použit stejný pískovec jako pro prezidentský palác, aby byla uchována vizuální jednota celého návrší. V přízemí je stavba obložena červeným pískovcem, vyšší patra používají světlejší kámen. Průčelí jednotlivých křídel doplňují předsazené antické pilíře.
Před budovou byly umístěny čtyři pilíře, které reprezentovaly čtyři britská dominia – Nový Zéland, Kanadu, Austrálii a Jižní Afriku.

## Historie
Projekt komplexu úředních budov vznikl v souvislosti s výstavbou Nového Dillí v první polovině 20. století. První výkop se odehrál v roce 1912. Úkol vyprojektovat dostatečně velké správní budovy byl svěřen Herbertu Bakerovi, který dvě desítky let působil na území dnešní Jihoafrické republiky. Při projektových pracích se nicméně Baker nepohodl s hlavním architektem Nového Dillí, Edwinem Luytensem; Luytens požadoval jistou výšku úředních budov, aby tyto nezacláněly palác vicekrále, Baker chtěl prosadit stejnou výšku stavby.
Stavba se nápadně podobá tzv. Union Building, která se nachází v jihoafrickém městě Pretoria, a kterou navrhl rovněž Herbert Baker.
Než byla tato budova dokončena, vznikla dočasná budova sekretariátu (též známá v angličtině pod názvem Old Secretariat). Dnes v ní sídlí zastupitelstvo města Dillí. Do nové budovy byli povoláni úředníci z celé Indie. Dokončena byla v roce 1927, pět let před slavnostní inaugurací Nového Dillí jako hlavního města kolonie.
Vzhledem k tomu, že význam budovy po vyhlášení nezávislosti Indie podstatně vzrostl, se objekty ukázaly být co do kapacity jako nedostačující. Vládní instituce tak byly umístěny do dalších objektů po Novém Dillí.